# Vino di osmanto
Il vino di osmanto, in cinese guihua chenjiu (桂花陳酒T, 桂花陈酒S, guìhuā chénjiǔP, kuei-hua ch'en-chiuW), è una bevanda alcolica cinese a base di baijiu, un distillato di graminacee, aromatizzato con fiori di osmanto. I lattoni presenti nei fiori conferiscono al vino un sapore vicino a quello delle albicocche e delle pesche. Il distillato che ne risulta è profumato, dolce e leggero, con una gradazione alcolica inferiore al 20%.
A causa del periodo in cui fiorisce l'osmanto, il vino di osmanto è tradizionalmente scelto per essere bevuto durante la festa di metà autunno. Dato che i caratteri 酒 e 久 (che significa "lungo", riferito allo scorrere del tempo) generano un'omofonia, il vino di osmanto rappresenta un regalo tradizionale per i compleanni in Cina. È considerata anche una bevanda terapeutica nella medicina tradizionale cinese.
Il vino di osmanto è tipico del Guizhou, ma la produzione si è diffusa ormai in tutta la Cina.